# Mahdi Abdul-Zahra
Mahdi Abdul-Zahra (en árabe: مهدي عبد الزهرة‎; Bagdad, 17 de marzo de 1996-ibidem, 23 de marzo de 2015) fue un futbolista iraquí que jugaba en la demarcación de defensa.

## Biografía
Debutó como futbolista profesional en 2013 con el Karbala FC, con quien quedó en la duodécima posición en la Liga Premier de Irak. A final de la temporada fichó por el Al-Kahraba, recién descendido a la Primera División de Irak. Al finalizar el año, y tras quedar en primera posición, ascendió de nuevo a la máxima categoría del fútbol iraquí.
El 23 de marzo de 2015, Abdul-Zahra fue asesinado en una explosión de un coche bomba en Bagdad a los 19 años de edad.

## Selección nacional
Debutó con la selección de fútbol sub-17 de Irak en 2011, jugando el Campeonato Sub-16 de la AFC de 2012 y la Copa Mundial de Fútbol Sub-17 de 2013. También jugó con la selección de fútbol sub-20 de Irak, con quien jugó el Campeonato sub-19 de la AFC 2014; y con la selección de fútbol sub-23 de Irak.

### Goles internacionales
| # | Fecha                    | Estadio                   | Oponente | Gol | Resultado | Competición                                               |
| - | ------------------------ | ------------------------- | -------- | --- | --------- | --------------------------------------------------------- |
| 1 | 16 de septiembre de 2011 | Duhok Stadium, Duhok      | Catar    | 3–1 | 3–1       | Clasificación para el Campeonato Sub-16 de la AFC de 2012 |
| 2 | 22 de septiembre de 2012 | Rah Ahan Stadium, Teherán | Omán     | 1–0 | 2–1       | Campeonato Sub-16 de la AFC de 2012                       |

## Clubes
| Club       | País | Año         |
| ---------- | ---- | ----------- |
| Karbala FC | Irak | 2013        |
| Al-Kahraba | Irak | 2013 - 2015 |